# قضايا بيئية في اليابان

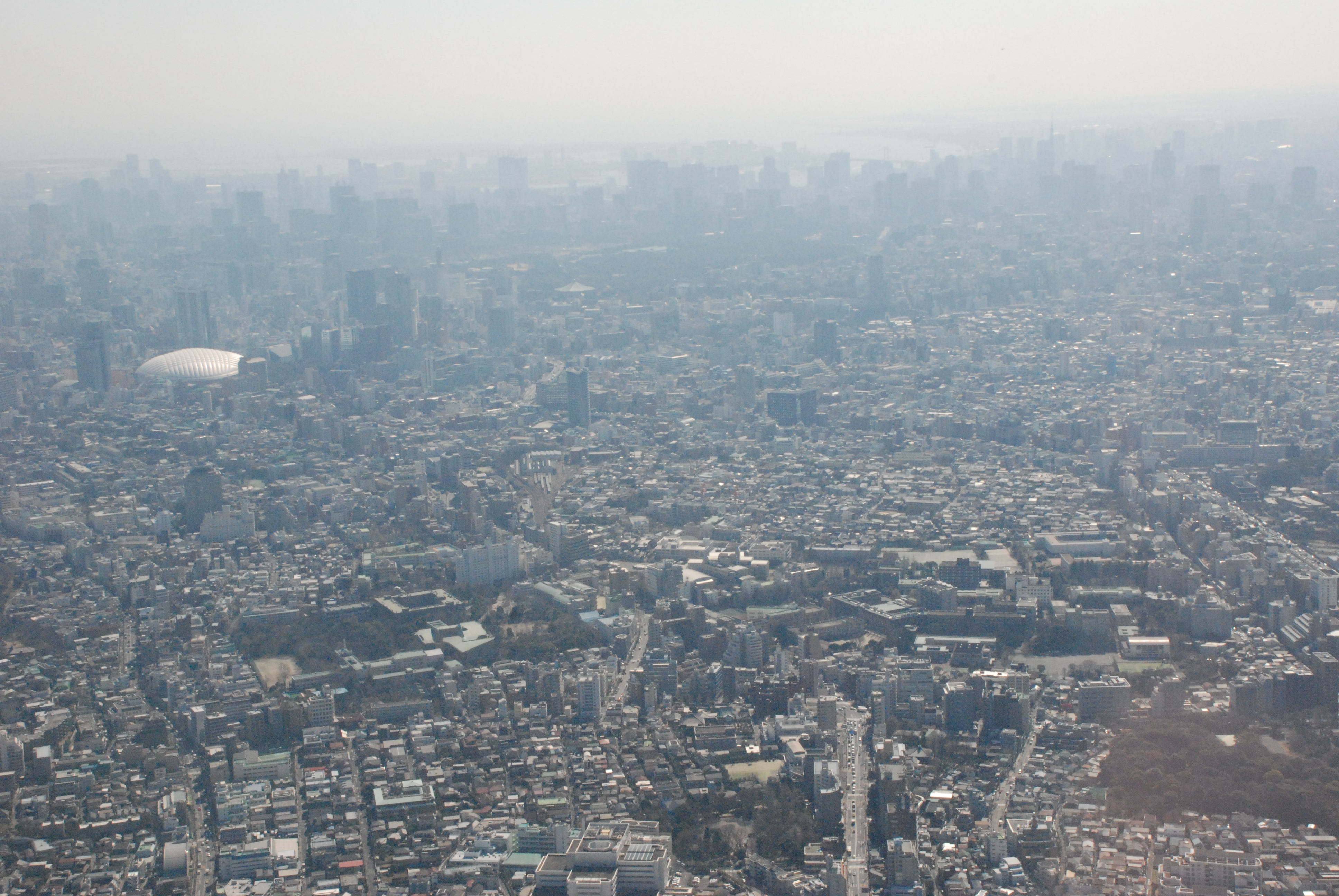

رافق التلوث البيئي في اليابان التحول الصناعي منذ فترة مييجي. تُعتبر حالة التسمم بالنحاس التي نجمت عن تصريف مياه منجم أشيو للنحاس في محافظة توتشيغي في عام 1878، إحدى حالات التسمم الأولى التي حصلت في اليابان. حدثت فيضانات متكررة في حوض نهر واتاراس، وتضرر نحو 1600 هكتار من الأراضي الزراعية والبلدات والقرى في محافظتي توتشيغي وغونما بسبب مياه الفيضان، التي احتوت على كميات مُفرطة من مركبات النحاس غير العضوية الناجمة عن منجم مياه منجم أشيو. ناشد الرُعاة المحليون، بقيادة عضو مجلس النواب في توتشيغي شوزو تاناكا، كلًا من المحافظة والحكومة إلى دعوة وقف عميلة التعدين، ولكن لم يتحقق أي حل جذري للمشكلة، بالرغم من أن الحكومة المنخرطة في أعمال سد نهر واتاراس، قد دفعت أموالًا تعويضية لهم.
تعد اليابان أكبر مستورد عالمي لكلٍ من الموارد الطبيعية المتجددة وغير المتجددة، وواحدة من أكثر الدول استهلاكًا للوقود الأحفوري.

## تدهور البيئة في ستينيات القرن العشرين
نتجت السياسة البيئية اليابانية ومراسيمها عن عدد من الكوارث البيئية التي حصلت في خمسينيات وستينيات القرن العشرين. اكتُشف أن التسمم بالكادميوم الناتج عن المخلفات الصناعية في محافظة توياما هو سبب مرض إتاي إتاي.
تسمم الناس في مدينة ميناماتا في محافظة كوماموتو بميثيل الزئبق الناتج عن مصنع الكيماويات، وأُطلق عليه داء ميناماتا، إذ بلغ عدد الضحايا في ميناماتا نحو 6500 ضحية في نوفمبر عام 2006.
أدى تلوث الهواء الناجم عن انبعاثات ثاني أكسيد الكبريت وثاني أكسيد النتروجين في ميناء يوكايتشي في محافظة ميه، إلى زيادة سريعة في عدد الأشخاص الذين يُعانون من الربو والتهاب القصبات.
ساهم الضباب الدخاني الضوئي الكيميائي الناتج في المناطق الحضرية عن أبخرة عوادم السيارات والمصانع، في ارتفاع مشاكل التنفس، وقد حدث تسمم مزمن بالزرنيخ في أوائل سبعينيات القرن العشرين، نتج عن مناجم الزرنيخ في محافظتي شيمانه وميازاكي. تأسس اتحاد مستهلكي اليابان في عام 1969 للتعامل مع المشكلات الصحية وادعاءات الشركات الباطلة، إذ كان يُنظر إلى التنمية الصناعية المتفشية في اليابان على أنها السبب في مشاكل المستهلكين والمواطنين.
قاد اتحاد المستهلكين في سبعينيات القرن العشرين مُعارضة استخدام الطاقة النووية، داعيًا إلى حملة وطنية أسبوعية لمكافحة استخدام الطاقة النووية. 
شُددت التشريعات البيئية اليابانية في تسعينيات القرن العشرين. وفي عام 1993، أعادت الحكومة تشكيل نظام قانون البيئة، وسنت «قانون البيئة الأساسي» والقوانين المتصلة به. يشمل القانون تقييد الانبعاثات الصناعية، وتقييد صناعة المنتجات، وتقييد إنتاج النفايات، وتحسين آليات الحفاظ على الطاقة، وتشجيع عمليات إعادة التدوير، وتقييد استغلال الأراضي، وترتيب برامج مكافحة التلوث البيئي، وإغاثة الضحايا، واعتماد نظام العقوبات. رُقيت وكالة بيئة إلى وزارة بيئة متكاملة في عام 2001، من أجل معالجة المشاكل البيئية الدولية المتدهورة.
أصدرت وكالة البيئة في عام 1984 أول ورقة بحثية لها. وقد اعتقد المواطنون في دراسة أُجريت في عام 1989 أن المشكلات البيئية تحسنت مُقارنةً بما سبق، بل واعتقد نحو 1.7 % منهم أن الأمور تحسنت، و31 % أن الأمور بقيت على حالها، و21 % أن الأمور قد ساءت. أعرب نحو 75 % من الأشخاص الذين شملهم الاستطلاع، عن قلقهم بشأن الأنواع المهددة بالانقراض، وتقلُّص الغابات المطيرة، والتصحر، وتدمير طبقة الأوزون، والأمطار الحامضية، وزيادة تلوث المياه والهواء في البلدان النامية.
اعتقد معظم هؤلاء الأشخاص أن اليابان، بمفردها أو بالتعاون مع الدول الصناعية الأخرى، تتحمل مسؤولية حل المشكلات البيئية. 
أجاب 31.8 % من الناس في استطلاع للرأي أُجري في عام 2007، بأن أنشطة المحافظة على البيئة تؤدي إلى مزيد من التنمية الاقتصادية، وأجاب 22.0 % بأن النشاط البيئي لا يعيق بالضرورة النشاط الاقتصادي، وأجاب 23.3 % أنه يجب أن تُعطى المحافظة على البيئة تفضيلًا حتى لو أعاق هذا الأمر النشاط الاقتصادي، و3.2 % أن التنمية الاقتصادية يجب أن تُعطى الأفضلية على الحفاظ على البيئة.
نشرت منظمة التعاون الاقتصادي والتنمية (OECD) أول بحث لإنجازات اليابان البيئية في عام 1994، والتي أثنت على الأمة لفصل تنميتها الاقتصادية عن تلوث الهواء، إذ تحسنت جودة الهواء في البلاد أثناء الازدهار الاقتصادي. ومع ذلك، فقد حصلت على علامات أخفض لجودة المياه، إذ لم تحقق الأنهار والبحيرات والمياه الساحلية معايير الجودة. ذكر تقرير آخر نُشر في عام 2002 أن مزيج الأدوات المستخدمة لتنفيذ السياسة البيئية، هو مزيج فعال للغاية، وأن المراسيم المُطبقة هي مراسيم صارمة مبنية على أساس مُراقبة قوية.
ذكرت وزارة البيئة في التقرير السنوي للبيئة لعام 2006، أن القضايا الرئيسية الحالية هي الاحتباس الحراري، والحفاظ على طبقة الأوزون، والحفاظ على بيئة الغلاف الجوي والمياه والتربة، وإدارة المخلفات وإعادة تدويرها، والتدابير الخاصة بالمواد الكيميائية، والحفاظ على البيئة، والمشاركة في التعاون الدولي.